# 當真愛來敲門
《當真愛來敲門》（英語：Bounce）是一部2000年美國浪漫喜剧電影，由唐·魯斯執導兼編劇，班·艾佛列克和葛妮絲·派特洛主演。講述一名男子與另一名在飛機失事中喪生的男子交換機票，最後愛上了死者的妻子。《當真愛來敲門》2000年11月17日在美國上映。
在出演該片前，艾佛列克和派特洛有過戀愛關係。派特洛建議他扮演男主角，這與艾佛列克早期的銀幕角色背道而馳。

## 演員
- 班·艾佛列克飾演巴迪·阿馬拉爾（Buddy Amaral）
- 葛妮絲·派特洛飾演艾比·賈內羅（Abby Janello）
- 愛德華·愛德華茲（英语：Edward Edwards (actor)）飾演羅恩·沃切特（Ron Wachter）
- 喬·蒙頓（英语：Joe Morton）飾演吉姆·威勒（Jim Willer）
- 娜塔莎·韓絲翠飾演咪咪·普拉格（Mimi Prager）
- 托尼·戈德溫飾演格雷格·賈內羅（Greg Janello）
- 约翰尼·盖尔克奇飾演賽斯（Seth）
- 大衛·杜夫曼（英语：David Dorfman）飾演喬伊·賈內羅（Joey Janello）
- 艾力克斯·迪·林茲飾演史考特·賈內羅（Scott Janello）
- 珍妮佛·葛蕾（英语：Jennifer Grey）飾演珍妮絲·格雷羅（Janice Guerrero）
- 大衛·皮爾（英语：David Paymer）飾演檢察官曼德爾（Prosecuting Attorney Mandel，未掛名）

## 外部連結
- 互联网电影数据库（IMDb）上《當真愛來敲門》的资料（英文）
- AllMovie上《當真愛來敲門》的资料（英文）
- 爛番茄上《當真愛來敲門》的資料（英文）
- 豆瓣电影上《當真愛來敲門》的資料 （简体中文）
- Box Office Mojo上《當真愛來敲門》的資料（英文）
- Movie stills （页面存档备份，存于）